# 바나나퀴트
바나나퀴트(bananaquit, 학명: Coereba flaveola)는 분류학적 관계가 불확실한 명금류의 일종이다. 현재 잠정적으로 풍금조과로 분류하고 있지만, 미국조류학자연합(American Ornithologists' Union)처럼 일부 연구자들은 분류 미상(incertae sedis)으로 취급하고 있다. 따라서 이 종의 분류는 논란중이며, 독립적인 별도의 과 바나나퀴트과(Coerebidae)로 분류하기도 한다. 최근의 연구 결과는 바나나퀴트를 3종으로 나눌 것을 제안하고 있지만, 아직 널리 받아들여진 것은 아니다. 바나나퀴트는 작고 활동적이며, 과일을 먹는다. 아메리카의 온대 지역에서 벌견되며, 일반적으로 흔한 종이다.